# 긴부리새치
긴부리새치(Tetrapturus pfluegeri)는 돛새치목 돛새치과의 물고기이다. 몸길이는 2.5m에 몸무게는 52kg인 대형어류에 속한다.

## 특징과 먹이
긴부리새치는 다른 새치류에 비해 뾰족한 주둥이가 길다는 특징이 있다. 그외에 등지느러미는 둥근비늘새치처럼 하나로 통합되어 있지만 차이점으론 앞쪽에 뾰족히 튀어나온 등지느러미가 둥근비늘새치에 비해 면적이 짧으며 배지느러미도 제1배지느러미가 둥근비늘새치에 비해 덜 튀어나왔다는 차이점이 있다. 그외에 몸의 윗쪽이 되는 등쪽은 암청색이 아닌 일반적인 푸른색이라는 차이점도 있다. 먹이로는 멸치, 청어, 정어리와 같은 작은물고기와 오징어와 같은 두족류, 갑각류를 주로 먹는 육식성의 어류이다.

## 서식지와 어획
긴부리새치는 대서양이 주요한 서식지이며 주로 북아메리카, 유럽이라는 대서양의 북동부가 주요한 서식지이다. 이외에 지중해에서도 관찰이 되는 물고기이다. 긴부리새치도 식용이 가능한 어종으로서 대서양의 북동부에 위치한 국가들은 긴부리새치를 잡아 요리에 사용한다.

## 같이 보기
- 돛새치목
- 돛새치과